# 小川隆広
小川 隆広（おがわ たかひろ、1965年 - ）は、日本の歯学者、歯科医師、カリフォルニア大学ロサンゼルス校 歯学部終身教授。先端補綴学講座、ワイントロープセンター所属。骨インプラントサイエンス研究チーム（LBIS）ディレクター。インプラント（デンタルインプラント）治療の画期的、ユニバーサル技術であるインプラントの光機能化、ならびにインプラント生物学的研究の研究者。国際歯科医学学会William J. Gies 賞、米国補綴学会の最高学術賞、米国・国際インプラント学会AOのWilliam R. Laney賞などを多数受賞。 IADR国際歯科研究学会補綴部門会長など、国際学術組織の中枢でも活躍。日本では口腔先端応用医科学研究会AAASOMを創設、2012年現在、会長を務める。

## 履歴
- 1965年 長崎県出身
- 1984年 長崎県立長崎東高等学校卒業
- 1990年 九州大学歯学部卒業
- 1994年 同大学院博士課程修了　九州大学　歯学博士　論文の題は「顎口腔系の形態的要素としての咬合平面と下顎の滑走ならびに咀嚼運動との関連性に関する研究」[1]。
- 1995年 九州大学歯学部補綴学第二講座助手
- 1998年 文部省在外研究員として渡米
- 2002年 UCLA歯学部助教授
- 2004年 UCLA顎顔面補綴インターンシップ終了
- 2004年 米国カリフォルニア州歯科医師特別免許取得
- 2005年 UCLA歯学部准教授（終身教授位）
- 2011年 UCLA歯学部教授（終身教授位）

## 活動

### 概要
1990年、九州大学歯学部卒業、歯科医師免許を取得。94年、同大学院歯学研究科博士課程を修了し、同大学歯学部助手として勤務。98年、文部省在外研究員として渡米し、UCLA歯学部で、西村一郎教授の下、約3年にわたってデンタルインプラント（人工歯根）研究に従事し、同時に補綴学（歯の修復、義歯、インプラント）を中心とした歯学教育に従事する。
九州大学歯学部助手を2001年に退職後は、米国UCLAにて研究を続けるも、定職を失い、経済的に不安定で、米国における大学人・科学者としての潜在性や自立性も未開なまま不安な生活を送っていた。そんな折、UCLA助教授ポストの教授選への立候補で転機を迎え、所属講座の主任であったJohn Beumer教授の支持もあり、02年にUCLA歯学部助教授に就任。04年、Beumer教授の下での顎顔面補綴専門医インターンシッププログラムを終了し、同時にカリフォルニア州歯科医師特別免許を取得。インプラント分子生物学・ナノテクノロジーに関する功績が評価され、05年、異例のスピードで准教授に昇進すると同時に、優秀な大学教官に与えられる終身身分保障制度のテニュアを獲得。11年より現職 カリフォルニア大学ロサンゼルス校（UCLA）歯学部教授に就任。
しかし、米国での学術人・科学者として確立する過程では多くの困難を経験。准教授時代初期、研究費の獲得や研究成果をあげることに苦労したとされる。中期以降は、インプラントや生体材料学の研究において顕著な成果を上げるも、知的財産権の保護や管理の理由で、学会発表や論文発表という形で成果を公表することができず、キャリア評価の面で強いジレンマに襲われた。インプラントの光機能化に関する一連の発明も、この頃に開始したものである。また、発見や発明を形として医療に反映していく、いわゆる技術移転（テクノロジートランスファー）の過程においては、将来の医療の進歩に大きな期待を抱きつつも、単なる一学術人としては大きすぎる責任や、法律やビジネスなど、多方面の知識、経験、決断が要求されたことから、日々、困難と苦悩の日々を送った。
教授就任後、米国補綴学会ACPより、歯科医療・健康科学の発展への貢献を讃えられ、日本人初の最優秀学術賞（Researcher/Clinician Award）の栄誉を得る。さらに、2012年、インプラント分野の学術賞の一つ William R. Laney 最高科学論文賞受賞を米国・国際インプラント学会Academy of Osseointegrationより日本人初で受賞。インプラント、再生医療、生体材料、歯科補綴学、口腔機能学の分野で、原著論文130本以上を含む総出版数は400以上。獲得インパクトファクターの総計約400。インプラント技術や生体材料に関する特許を多数取得。小川の研究チームで研鑽を積んだ研究者や学生はこれまで、国内外の権威ある学会から40以上の学術科学賞を受賞している。
なお、小川の業績は、インプラントにばかり目が行きがちだが、ナノテクノロジーや骨の再生医療においても、著名な成果を多く発表している。さらに、UCLAにて数度、表彰を受けるほど、学生教育も高く評価されている。
2008年、日本の学術・科学の新生をめざし、口腔先端応用医科学研究会AAASOMを創設、現在、会長を務める。その他、IADR国際歯科研究学会補綴部門会長、ACP米国歯科補綴学会の学術担当などを歴任。
小川隆広が発明した「インプラントの光機能化」（光技術を応用した活性化）に関する研究成果は、日本でも広く民間に報道され、臨床応用が展開されている。その他、歯科の臨床、学術、科学に関する様々な啓蒙活動・情報発信を行う。

### インプラントの光機能化
「インプラントの光機能化」とは、小川隆広とUCLA歯学部 骨・インプラントサイエンスチーム（Laboratory for Bone and Implant Sciences (LBIS)）が推進するインプラント治療における最先端技術。インプラントに光をあてることによって、その表面を活性化させる技術。インプラントが骨と接着する性能を高めることが実証されている。（詳細は「インプラントの光機能化」を参照）
インプラント治療の効果は、インプラントをしない通常の入れ歯と比べて、物を食べる効率が増加することや、口の感覚が回復し、見栄えもよくなったりする効果があり、生活の質、つまり、クオリティオブライフが上がることも報告されている。しかし、あごの骨が細い、あるいは骨の高さが足りない患者、高齢者、糖尿病や骨粗しょう症といった全身疾患がある患者は、この治療を受けられないケースも多い。また、インプラントをあごの骨に埋入した後、歯を創る前に、そのインプラントが骨としっかりと接着するまで、3－6か月かかることも、改善が望まれている大きな課題。
またデンタルインプラントでは、比較的簡単な症例でも8－9％程度[1-3]、難しい症例では10－15％以上が失敗するとされており[2-4]、股関節のインプラントでは10－25％以上が、失敗したり、再手術を要するというデータ[5-9]があることから、骨に埋入したチタン製インプラントが周りの骨と接着するスピードと強度が飛躍的に上がる「光機能化」技術が注目される。
「光機能化技術」は原則的にチタンであればどのインプラントにも応用が可能。デンタルインプラントの分野で急速に普及が進み、現在、国内の歯科医院や大学病院に広く導入されている（光機能化バイオマテリアル研究会によると、2012年8月現在で約200施設）。

## 主な受賞歴
- 2010年 米国および国際歯科研究学会AADR/IADRより、 William J. Gies Award 最高科学論文賞
- 2011年 米国補綴学会ACPより、Clinician/Researcher Award 最優秀学術賞
- 2012年 米国・国際インプラント学会Academy of Osseointegrationより、William R. Laney 最高科学論文賞

その他、小川隆広ならびに研究チームのメンバーはこれまで40以上の学術科学研究賞を、様々な国内・国際学会ならびに学術組織から受賞。さらに、小川隆広は、UCLAの学生教育でのティーチングアワード（優秀教育賞）を3度受賞している。

## メディア情報
- 小学館ジャパンナレッジ「話題の人物Who’s Who」

http://www.japanknowledge.com/contents/intro/cont_who.html
- Fuji Sankei Business i  2012年9月6日

業界を牽引するオピニオンリーダー
「日本を歯の先進国へ～日本の文化と水準に見合った歯を創りたい～」
UCLA教授 小川隆広
- 週刊朝日MOOK　Q&Aでわかる「いい歯科医」2013　P.288-301

特別対談 小宮山彌太郎、小川隆広
新技術、「光機能化」の普及と、日本のインプラント治療をめぐる課題を日米のトップ歯科医師が語る
- 味の手帖 「世界初、光を使ったインプラント活性化技術の発見」

2012年7月号 P. 4-20
http://www.ajinotecho.co.jp/content/bn_list.html
- インプラントネット

インタビュー「インプラント最前線。インプラント治療の”光”、光機能化技術でより安全な治療へ」
http://www.implant.ac/implant_html/topics/hikari.html
- 朝日新聞 2011年3月27日 朝刊 「あの人とこんな話」

http://www.asakyu.com/anohito/?id=978
- 医療新世紀（共同通信）

「紫外線照射で接着力向上。歯根の定着期間半分に。インプラントの新手法」
http://www.47news.jp/feature/medical/2011/07/post-553.html
- 週刊朝日MOOK「いい歯科インプラント治療医」を選ぶ！ P.272-273

小川隆広インタビュー「光機能化技術」で新たな時代の幕開けになるか
- DentWave 歯科医療従事者のための総合情報サイト

動画掲載 
「希望の共有：日本歯科界への太平洋を越えたメッセージ」
「光機能化：インプラント医療45年ぶりの革命」
https://www.dentwave.com/member/movie/index.html
- 「ファイテンの謎」魔法の首輪研究会 角川書店 P.157-199

## 主な著書・研究論文
- Aita H, Hori N, Takeuchi M, Suzuki T, Yamada M, M, Anpo, Ogawa T. The effect of ultraviolet functionalization of titanium on integration with bone. Biomaterials, 30:1015-1025, 2009
- Att W, Takeuchi M, Suzuki T, Kubo K, Anpo M, Ogawa T. Enhanced osteoblast function on ultraviolet light-treated zirconia. Biomaterials, 30: 1273?1280, 2009
- Att W, Hori N, Takeuchi M, Ouyang J, Yang Y, Anpo M, Ogawa T. Time-dependent degradation of titanium osteoconductivity: An implication of biological aging of implant materials. Biomaterials. 30: 5352?5363, 2009.
- Suzuki T, Hori N, Att W, Iwasa F, Ueno T, Kubo K, Maeda H. Ogawa T. UV Treatment overcomes Time-Related Degrading Bioactivity of Titanium. Tissue Engineering Part A, 15: 3679-88, 2009.
- Kubo K, Tsukimura N, Iwasa F, Ueno T, Saruwatari L, Aita H, Chiou WA, Ogawa T. Cellular behavior on TiO2 nanonodular structures in a micro-to-nanoscale hierarchy model. Biomaterials, 30: 5319?5329, 2009.
- Tsukimura N, Yamada M, Aita H, Hori N, Yoshino F, Lee MC, Kimoto K, Jewett A, Ogawa T. N-acetyl cysteine (NAC)-mediated detoxification and functionalization of poly(methyl methacrylate) bone cement. Biomaterials 30: 3378-3389, 2009.
- Saruwatari L, Aita H, Butz F, Nakamura H, Ouyang, Yang Y, Chiou W-A, Ogawa T. Osteoblasts generate harder, stiffer and more delamination-resistant mineralized tissue on titanium than on polystyrene, associated with distinct tissue micro- and ultra-structure. J Bone Miner Res 20:2002-2016, 2005.
- Ogawa T. UV-photofunctionalization of titanium implants. J Craniofac Tissue Eng, 2012; 2:151-158
- Att W, Ogawa T. Biological aging of implant surfaces and its restoration using UV light treatment: A novel and breakthrough understanding of osseointegration. Int J Oral Maxillofac Implants. 2012;27:753?761
- Ogawa T. Photofunctionalization of TiO2 for optimal integration of titanium with bone. In Benign Photocatalysts --Applications of titanium oxide-based materials. Eds. Prashant Kamat and Masakazu Anpo. Springer US. Chapter 29 (699-713), 2010
- 小川隆広, 船登彰芳.  動き出した光機能化：インプラント医療パラダイムシフトの世界的前兆 第1回 光機能化技術、理論と症例の相互分析・検証.  ザ・クインテッセンス. 2011;30:99-114.
- 小川隆広, 船登彰芳.  動き出した光機能化：インプラント医療パラダイムシフトの世界的前兆 第2回 症例分析、臨床プロトコールならびに*初期に臨床成績 ザ・クインテッセンス. 2011;30:81-95.
- 小川隆広編.  光機能化サミット 事後抄録ならびにコンセンサスレポート. ザ・クインテッセンス デンタルインプラントロジー. 2012;19:359-66.
- 小川隆広, 船登彰芳, 山田将博, 他  光機能化による骨結合スピードの大幅な増加とインプラント安定度評価のパラダイムシフト.  ザ・クインテッセンス. 2012;31:1519-1526

## 関連リンク
- 小川隆広 UCLAサイエンスチーム 公式ホームページ
- 小川隆広UCLA教授 インプラントの画期的新技術「光機能化」講義
- 小川隆広教授 光機能化インプラント講義 in USA
- 口腔先端応用医科学研究会（AAASOM）
- 光機能化バイオマテリアル研究会
- UCLA歯学部
- UCLAワイントロープセンター